# ليون أرنولد
ليون أرنولد (بالفرنسية: Léon Metzler)‏ (4 يونيو 1896 بديكيرش في لوكسمبورغ - 13 مارس 1930) هو لاعب كرة قدم لوكسمبورغي في مركز الوسط، شارك في الألعاب الأولمبية الصيفية 1920. وشارك مع منتخب لوكسمبورغ لكرة القدم. أما مع النوادي، فقد لعب مع FCM Young Boys Diekirch ‏.

## وصلات خارجية
- ليون أرنولد على موقع الاتحاد الدولي (مؤرشف)  (الإنجليزية)
- ليون أرنولد على موقع قاعدة بيانات كرة القدم.إي يو (الإنجليزية)
- ليون أرنولد على موقع عالم كرة القدم.نت (الإنجليزية)
- ليون أرنولد على موقع أوليمبيديا (الإنجليزية)